# Gemeinde Gottes (Wiederherstellung)
|  | Dieser Artikel wurde aufgrund von akuten inhaltlichen oder formalen Mängeln auf der Qualitätssicherungsseite des Portals Christentum eingetragen. Bitte hilf mit, die Mängel dieses Artikels zu beseitigen, und beteilige dich bitte an der Diskussion. |

Die Gemeinde Gottes (Wiederherstellung) (englisch Church of God (Restoration)) ist eine Freikirche, die 1988 von Daniel Layne gegründet wurde. Sie sieht sich als eine anti-sektiererische Bewegung, die ihre Wurzeln in der Heiligungsbewegung und in der von Daniel Sidney Warner Ende des 19. Jahrhunderts angeführten Abendlicht-Reformationsbewegung hat. Die Gemeinde Gottes (Wiederherstellung) hat in Deutschland, Österreich, den USA, Kanada, Mexiko, Kenia und den Philippinen etwa 25 Ortsgemeinden. Die Mitgliederzahl der Kirche ist nicht bekannt.

## Geschichte
Die Gemeinde Gottes (Wiederherstellung) versteht sich als in einer langen Tradition radikaler protestantischer Bewegungen stehend. Sie ist eine Kirche innerhalb der Heiligungsbewegung, die im 19. Jahrhundert in den USA aus dem dortigen Methodismus erwachsen ist, der wesentlich auf den englischen Erweckungsprediger John Wesley zurückgeht. Die Heiligungsbewegung legt besonderen Wert auf eine heilige Lebensführung. Im Laufe des 20. Jahrhunderts sind jedoch die Besonderheiten der Heiligungsbewegung in den meisten Kirchen der Bewegung erodiert, wohingegen die Gemeinde Gottes (Wiederherstellung) nach ihrem Selbstverständnis diese erhalten bzw. wiederhergestellt hat.
In den Methodismus sind vor allem über John Wesley Einflüsse des deutschen Pietismus und über die Herrnhuter Brüdergemeine auch der Mährischen Brüder eingeflossen. Konkret geht die Tradition der Gemeinde Gottes (Wiederherstellung) auf die Gemeinde Gottes (Anderson) bzw. deren konservative Abspaltung Gemeinde Gottes (Guthrie) zurück. Die Gemeinde Gottes (Anderson) wurde 1881 von Daniel Sidney Warner gegründet, der aus einer Kirche in der Tradition von John Winebrenner kam. Winebrenners Kirche hatte ihre Wurzeln in der reformatorischen Tradition von Ulrich Zwingli und Johannes Calvin, dazu kamen Einflüsse der pietistisch-täuferischen Schwarzenauer Brüder.
Die heutige Gemeinde Gottes (Wiederherstellung) entstand in den 1980er Jahren unter der Leitung von Daniel (Danny) Layne († 2011) als Abspaltung von der Gemeinde Gottes (Anderson). Viele europäischstämmige Mitglieder der Gemeinde Gottes (Wiederherstellung) haben einen täuferischen, das heißt russlandmennonitischen, amischen oder süddeutsch-schweizerischen mennonitischen Hintergrund oder kommen von den Old German Baptist Brethren, die eine Strömung der täuferisch-pietistischen Schwarzenau Brüder sind, deren erster Leiter Alexander Mack aus Schriesheim war, nicht zu verwechseln mit den Baptisten, die niederländisch-englische Wurzeln haben und sich vor allem über die USA verbreitet haben.

## Lehre
Die Gruppe glaubt an die Wiederherstellung der göttlichen Gemeinde in ihren ursprünglichen Stand, wie er in der Bibel beschrieben wird, und stützt sich dabei insbesondere auf die Offenbarung des Johannes. Sie lehrt, Gottes Wille fordere eine letzte Vereinigung seiner Kinder auf Erden, bevor Jesus Christus zum Jüngsten Gericht komme, um seine Kirche zu holen. In eigenen Worten klingt das folgendermaßen:

„Nach vielen Jahren des Abfalls und der Kompromisse, stellt Gott in dieser Endzeit seine Gemeinde wieder her. Dies ist eine göttliche Bewegung des Heiligen Geistes, von Gott beschlossen und im Buch der Offenbarung und anderen Schriftstellen hervorgesagt. Gott ruft wiederum alle seine wahren Kinder aus jeder Sekte und Trennung heraus, zurück zu der einen Herde, die teure Gemeinde Gottes. Die Herrlichkeit Gottes wohnt in unser Mitte, Einheit herrscht untereinander und Jung und Alt finden Hilfe für ihre Seelen. Die Braut macht sich jetzt für das baldige Wiederkommen des Herrn und Heilands bereit.“

Die Lehre ähnelt der der ursprünglichen Gemeinde Gottes (Anderson) (in Deutschland heute Freikirchlicher Bund der Gemeinde Gottes), jedoch legt die Gemeinde Gottes (Wiederherstellung) größeren Wert auf Heiligung und Trennung von der Welt. Eine formelle Mitgliedschaft gibt es nicht, denn laut ihrer Lehre ist jeder wahre Christ ein Mitglied der Gemeinde Gottes.

## Praxis
Die Gemeinde Gottes (Wiederherstellung) praktiziert einen Kleidungsstil, der in der nordamerikanischen Heiligungsbewegung vor allem zwischen 1850 und 1950 sehr verbreitet war. Die Männertracht ähnelt dabei sehr dem Kleidungsstil nordamerikanischer Mennoniten süddeutsch-schweizerischer Herkunft (Altmennoniten), die Frauentracht der eher eigenständigen Tradition der Heiligungsbewegung. Männer tragen typischerweise weiße oder hellblaue Hemden ohne Krawatte und schwarze kragenlose Anzüge, dazu manchmal breitkrempige Hüte. Von den meisten Männern werden kurzgeschnittene Vollbärte getragen, teilweise auch ohne Oberlippenbart. Frauen tragen lange schwarze, dunkelblaue oder graue Röcke und ein gleichfarbiges westenähnliches Oberteil, darunter eine weiße oder hellblaue Bluse. Das lange Haar der Frauen ist nach hinten in einem Knoten zusammengefasst, der nicht mit einer Haube oder Ähnlichem bedeckt ist. Beide Geschlechter tragen stets lange Ärmel.
Der Gesang der Gemeinde Gottes (Wiederherstellung) ist sowohl im Gottesdienst als auch bei öffentlichem Singen auf Straßen und Plätzen a cappella vierstimmig. In Übereinstimmung mit vielen nordamerikanischen christlichen Gemeinden wird Alkohol-Abstinenz praktiziert.
Die Kinder der Mitgliedsfamilien erhalten entweder Unterricht in eigenen Schulen oder Hausunterricht. In Deutschland hat die staatlich angeordnete Schließung der Gemeindeschule in Stein am Kocher im Jahre 2009 zu einer Abwanderung der schulpflichtigen Kinder mit ihren Müttern oder der ganzen Familie nach Vorarlberg in Österreich geführt, wo Hausunterricht erlaubt ist.

## Publikationen
Die Zeitschrift der Kirche trägt den Titel Evangeliums Posaune und erscheint jeden zweiten Monat. Zurzeit wird die Evangeliums Posaune in 58 Ländern in den Sprachen Deutsch, Englisch und Russisch kostenfrei verbreitet. Sie ist nicht mit der gleichnamigen Zeitschrift der Church of God (Anderson) verknüpft, nutzt aber deren historische Ausgaben als Vorlage.

## Kritik
In Deutschland betrieb die Kirche über den Verein Die Evangeliums Posaune e.V. in Neuenstadt-Stein eine eigene Privatschule, die jedoch wegen fehlender Lehrgenehmigung von Seiten der staatlichen Behörden im Juli 2009 geschlossen wurde. Im gleichen Jahr nahm die Staatsanwaltschaft Heilbronn Ermittlungen wegen des Verdachts der gefährlichen Körperverletzung auf. Schüler sollen mit Stöcken und Lederriemen misshandelt worden sein. Die Ermittlungen wurden später eingestellt.
Die Gemeinde lehnt oft schulmedizinische Behandlungen ab und meint, dass sie ihre Krankheiten durch den Glauben allein heilen könnten.